# پارادوکس برکسون

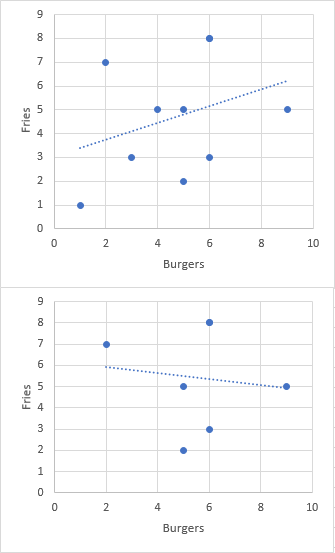
تصویر بالا نشان‌دهنده‌ی نمونه‌هایی از واقعیت است که در آن کیفیت برگرها و کیفیت سیب‌زمینی‌ها رابطه‌ای مستقیم دارند. تصویر پایین نشان‌دهنده‌ی مشاهدات فردی است که در جایی که کیفیت سیب‌زمینی و برگر هر دو پایین است غذا نمی‌خورد. در نتیجه رابطه‌ای معکوس را بین کیفیت سیب‌زمینی و یرگر مشاهده می‌کند.

پارادوکس برکسون که به سوگیری برکسون یا مغالطه‌ی برکسون نیز معروف است، پارادوکسی حاصل از دو شاخه‌ی احتمال شرطی و آمار است که باعث به اشتباه افتادن برخی از افراد می‌شود. این پارادوکس عاملی پیچیده است که خود را در آزمون های آماری زیرمجموعه‌ای از جمعیت کل نشان می‌دهد. به‌طور خاص، زمانی رخ می‌دهد که به‌طور ذاتی سوگیری انتخاب در طرح مطالعات وجود داشته باشد.
رایج‌ترین مثال پارادوکس برکسون مشاهده‌ی اشتباه یک رابطه‌ی معکوس بین دو ویژگی مثبت است، به‌طوری که افرادی از جمعیت که یکی از آن ویژگی‌ها را دارند محتمل‌تر است که دیگری را نداشته باشند. این مشاهدات در حالی رخ می‌دهد که در واقعیت این دو ویژگی به یکدیگر ربطی ندارند. (یا حتی رابطه‌ی مستقیم دارند) این مشاهدات اشتباه به این دلیل اتفاق می‌افتند که افرادی که هیچ کدام از ویژگی‌ها را ندارند به اندازه‌ی دیگران در مشاهدات در نظر گرفته نمی‌شوند. برای مثال فردی را در نظر بگیرید که از تجربه‌اش از فست‌فودهایی که رفته است به این نتیجه رسیده که فست‌فودهایی که برگرهای بهتری دارند سیب‌زمینی‌های بدتری دارند و برعکس. این نتیجه‌گیری در حالی است که فرد مورد نظر به احتمال زیاد فست‌فودهایی را که نه برگر خوب دارند و نه سیب‌زمینی خوب دارند را امتحان نکرده است و فقط گروه خاصی از کل فست‌فودها را، یعنی آن‌هایی که یا سیب‌زمینی خوب دارند و یا برگر خوب دارند را مورد مشاهده قرار داده است.
این پارادوکس بیشتر در شاخه‌های آمار پزشکی و آمار زیستی مطرح می‌شود و مسئله‌ی اصلی آن نیز توسط جوزف برکسون مطرح شده است.

## صورت پارادوکس
دو متغیر تصادفی که مستقل هستند به صورت شرطی وابسته می‌شوند، اگر بدانیم حداقل یکی از آن ها رخ داده است. به بیان دیگر:
اگر {\displaystyle 0<P(A)<1}، {\displaystyle 0<P(B)<1}و {\displaystyle P(A|B)=P(A)}، آنگاه {\displaystyle P(A|B,A\cup B)<P(A|A\cup B)}.
- پیش‌آمدهای {\displaystyle A} و {\displaystyle B} می توانند اتفاق بیافتند و یا اتفاق نیافتند.
- {\displaystyle P(A|B)} یک احتمال شرطی است و بیانگر احتمال رخ دادن پیش‌آمد {\displaystyle A}در صورت رخ دادن پیش‌آمد {\displaystyle B} است.
- توضیح: {\displaystyle A} و {\displaystyle B} مستقل هستند.
- {\displaystyle P(A|B,A\cup B)} احتمال رخ دادن پیش‌آمد {\displaystyle A} است در صورتی که بدانیم دو پیش‌آمد {\displaystyle B} و {\displaystyle A\cup B} رخ داده‌اند.
- توضیح: احتمال رخ دادن {\displaystyle A} در صورتی که بدانیم {\displaystyle A} یا {\displaystyle B} رخ داده است بیشتر از احتمال رخ دادن {\displaystyle A} در حالتی است که بدانیم {\displaystyle B} و {\displaystyle A\cup B} رخ داده است.

به بیان دیگر، اگر دو پیش‌آمد مستقل داشته باشیم، اگر نمونه‌هایی را در نظر بگیریم که در آن‌ها حداقل یکی از دو پیش‌آمد رخ داده باشد، آنگاه آن دو پیش‌آمد به صورت معکوس وابسته می‌شوند.

## اثبات
ابتدا ثابت می‌کنیم {\displaystyle P(A|B,A\cup B)=P(A)}.
{\displaystyle P(A|B,A\cup B)=P(A|B)=P(A)}
حال داریم:
{\displaystyle P(A|A\cup B)={\frac {P(A\cap (A\cup B))}{P(A\cup B)}}={\frac {P(A)}{P(A\cup B)}}>P(A)=P(A|B,A\cup B)}

## مثال ها

### بیمارستان
این آزمایش توسط سکت (۱۹۷۹) انجام شده است.

### دانشگاه
دانشگاهی را در نظر بگیرید که دانش‌آموزانی را قبول می‌کند که یا ترازشان در کنکور بالا شده باشد، یا معدل آن‌ها و یا ترکیبی از این دو. دانش‌آموزانی که نمره‌های آن‌ها خیلی بالا شده باشند، حتی در صورت قبولی دانشگاه بهتری را انتخاب خواهند کرد. در ادامه با استفاده از معدل و تراز ۵۱۳۰ دانش‌آموز نمودار قبولی‌های این دانشگاه را با کد R شبیه‌سازی کرده‌ایم.
```
#moadel danesh amuzan dar Moadel va taraz anha dar Taraz gharar darad

DaneshAmuz
 
<-
 
data.frame
(
Moadel
 
=
 
Moadel
,
 
Taraz
 
=
 
Taraz
,
 
PazirofteShode
 
=
 
FALSE
)

DaneshAmuz
[
DaneshAmuz
$
Moadel
 
*
 
500
 
+
 
DaneshAmuz
$
Taraz
 
>=
 
14500
 
&
 
DaneshAmuz
$
Moadel
 
*
 
500
 
+
 
DaneshAmuz
$
Taraz
 
<
 
16000
,]
$
PazirofteShode
 
<-
 
TRUE

library
(
ggplot2
)

ggplot
(
data
 
=
 
DaneshAmuz
)
 
+
 
geom_point
(
mapping
 
=
 
aes
(
x
 
=
 
Moadel
,
 
y
 
=
 
Taraz
,
 
col
 
=
 
PazirofteShode
))

cor
(
DaneshAmuz
$
Moadel
,
 
DaneshAmuz
$
Taraz
)

cor
(
DaneshAmuz
[
DaneshAmuz
$
PazirofteShode
,]
$
Moadel
,
 
DaneshAmuz
[
DaneshAmuz
$
PazirofteShode
,]
$
Taraz
)

```

نتیجه‌ی کد:
در این نمودار دانش‌آموزان پذیرفته‌شده با رنگ آبی نشان داده شده‌اند. همان‌طور که می‌بینید با افزایش معدل تقریبا تراز نیز بین کل دانش‌آموزان افزایش می‌یابد. در حالی که این بین دانش‌آموزان پذیرفته‌شده برعکس است. به‌طور دقیق‌تر، چون مقدار ضریب همبستگی معدل و تراز بین کل دانش‌آموزان برابر ۰.۳۲ است، پس معدل و تراز بین کل دانش‌آموزان رابطه‌ای تقریبا مستقیم دارند. این مقدار بین دانش‌آموزان پذیرفته‌شده برابر ۰.۸۵- است که نشان‌دهنده‌ی معکوس بودن تقریبی رابطه‌ی بین معدل و تراز در دانش‌آموزان پذیرفته‌شده دارد.